# Eoscarta lumuensis
Eoscarta lumuensis är en insektsart som beskrevs av Victor Lallemand 1932. Eoscarta lumuensis ingår i släktet Eoscarta och familjen spottstritar. Inga underarter finns listade i Catalogue of Life.